# Шабаліна
Шаба́ліна (рос. Шабалина) — присілок у складі Армізонського району Тюменської області, Росія.
Населення — 14 осіб (2010, 15 у 2002).
Національний склад станом на 2002 рік:
- росіяни — 93 %